# Hombrechtikon
Hombrechtikon es una comuna suiza del cantón de Zúrich, situada en el distrito de Meilen. Limita al norte con la comuna de Grüningen, al este con Bubikon, al sureste con Rapperswil-Jona (SG), al sur con Freienbach (SZ), al suroeste y oeste con Stäfa, y al noroeste con Oetwil am See. Tiene una superficie de 1220 ha.